# Julius von Haast
Julius von Haast (ur. 1 maja 1824 w Bonn, zm. 16 sierpnia 1887 w Christchurch) – niemiecki geolog.

## Życiorys
Haast urodził się w Królestwie Prus. Uczył się w Bonn i w Kolonii, następnie studiował na Uniwersytecie w Bonn, gdzie poświęcił się geologii i mineralogii. W 1858 roku odbył podróż do Nowej Zelandii, by oszacować czy jest możliwe osiedlenie tam niemieckich emigrantów. Wkrótce później poznał Ferdinanda von Hochstettera i współpracował z nim w jego badaniach.
Następnie przyjął ofertę nowozelandzkich prowincji Nelson i Canterbury, które zwróciły się do niego z prośbą o przebadanie geologiczne swoich obszarów. W prowincji Nelson odkrył pokłady złota i węgla. Wykonał także badania występowania na tym terenie moa i innych wymarłych ptaków nielotnych.

## Twórca Museum w Christchurch
Był twórcą Canterbury Museum w Christchurch. Zaczynał w 1861 roku od niewielkich zbiorów w budynkach komunalnych. Kolekcja powiększała się. W 1866 roku w Glenmark znaleziono duży zbiór kości moa w bardzo dobrym stanie, a wśród nich kość wielkiego drapieżnika, którego później nazwano Orłem Haasta, największego orła, jaki kiedykolwiek żył. Został on po raz pierwszy przez niego opisany w 1871 roku. Haast gromadząc zbiory wysłał szkielety do muzeów i kolekcjonerów za granicą w zamian otrzymując okazy do swojej kolekcji muzealnej. W 1868 roku Haast został mianowany dyrektorem muzeum. Ponieważ kolekcja powiększała się Benjamin Mountfort zaprojektował dwukondygnacyjny budynek w stylu neogotyckim, który został otwarty 1 października 1870 roku.

## Oznaczenia
Na University of Canterbury pełnił funkcję profesora geologii. Prace Haasta na temat moa i jego odkryć w Nowej Zelandii były prezentowane na spotkaniach Towarzystw Geologicznego i Zoologicznego w Londynie i przed Królewskim Towarzystwem Geograficznym, które w 1884 roku przyznało mu złoty medal. A w 1867 roku został wybrany jego członkiem. W Europie przyznano mu też honorowy doktorat na wydziale filozoficznym Uniwersytetu w Tybindze w 1862 roku, a w 1886 roku honorowy doktorat nauk technicznych na Uniwersytecie w Cambridge.
W 1867 roku został wybrany członkiem Royal Society. W 1875 roku otrzymał dziedziczny tytuł szlachecki od cesarza austriackiego, który pozwalał mu używać formy von Haast. W 1886 roku otrzymał tytuł szlachecki od królowej brytyjskiej.
Zmarł wkrótce po powrocie do Christchurch w 1887 roku i został pochowany na cmentarzu kościoła Holy Trinity w Christchurch.

## Upamiętnienie
Haast nazwał na cześć Franciszka Józefa lodowiec w Nowej Zelandii, natomiast na cześć Haasta zostało nazwane kilka miejsc w Nowej Zelandii (Przełęcz Haasta, Haast River, miasto Haast). Haast był także pierwszym badaczem kości wymarłego gatunku orła, nazwanego później orłem Haasta.
Był mężem Mary Dobson, miał czterech synów i córkę.

## Publikacje
- Geological Map of the Provinces of Canterbury and Westland, New Zealand 1866
- Report on the Headwaters of the River Rakaia 1866
- The Provinces of Canterbury and Westland, New Zealand During the Great Glacier Period 1875
- Geological Sections of Lyttelton and Christchurch Railway Tunnel 1875
- Geology of the Provinces of Canterbury and Westland, New Zealand. A Report Comprising the Results of Official Explorations. 1879
- Ancient Rock Paintings. Weka Pass Range Near Waikari cop. 1996